# Rhipidia (Eurhipidia) formosana
Rhipidia (Eurhipidia) formosana is een tweevleugelige uit de familie steltmuggen (Limoniidae). De soort komt voor in het Oriëntaals gebied.